# Ilex maingayi
Espèce
Statut de conservation UICN

 VU B1+2c : Vulnérable
Ilex maingayi est une espèce de plantes du genre Ilex de la famille des Aquifoliaceae.